# Ceraphron stenopterus
Ceraphron stenopterus är en stekelart som först beskrevs av Paul Dessart 1965.  Ceraphron stenopterus ingår i släktet Ceraphron och familjen pysslingsteklar. Inga underarter finns listade i Catalogue of Life.